# Věra Kuchtová
Věra Kuchtová (* 1984 Turnov, Československo) je česká herečka.

## Počátky
Narodila se v severočeském Turnově a studovala na gymnáziu v Liberci obor pedagogika.

## Kariéra
Poprvé se objevila ve filmu v roce 1999, konkrétně ve snímku Eliška má ráda divočinu režiséra Otakára Schmidta. Režisér Zdeněk Troška v roce 2003 vyhlásil nejeden konkurz na nejednu roli do svého filmu Kameňák. Věra Kuchtová získala roli Julie Novákové, filmové dcery Václava Vydry a Jany Paulové. Uvolila se i k natáčení druhého a třetího pokračování, dnes se již věnuje pedagogice.

## Filmografie
- 1999 – Eliška má ráda divočinu
- 2003 – Kameňák
- 2004 – Kameňák 2
- 2005 – Kameňák 3